# Héctor Robles
Héctor Rosendo Robles Fuentes (Santiago del Cile, 7 settembre 1971) è un ex calciatore cileno, di ruolo difensore.

## Carriera
Vinse il campionato cileno nel 2001 con il Santiago Wanderers.

## Palmarès

### Giocatore

#### Competizioni nazionali
- Campionato cileno: 1

Santiago Wanderers: 2001